# Jacob Zuma
Jacob Gedleyihlekisa Zuma (* 12. dubna 1942, Nkandla, Jihoafrická republika) je bývalý jihoafrický politik, prezident Jihoafrické republiky (JAR) od roku 2009 až do své rezignace 14. února 2018.

## Politická kariéra
V roce 1959 se stal členem strany Africký národní kongres (ANC). V roce 1963 byl na 10 let uvězněn za nezákonné opuštění země. Od roku 1979 do počátku 90. let 20. století žil v exilu v Mosambiku a Zambii. V roce 1994 se stal členem vlády provincie KwaZulu-Natal. V roce 1997 byl zvolen místopředsedou ANC a v roce 1999 viceprezidentem JAR. Ale z funkce byl kvůli obvinění z korupce odvolán v červnu 2005. V prosinci 2007 se stal předsedou ANC, když ve volbě porazil Thabo Mbekiho. V květnu 2009 byl zvolen prezidentem JAR. Mandát obhájil i v květnu 2014.

## Obvinění ze znásilnění
Zuma byl obžalován, že znásilnil dceru svého kolegy z období boje proti apartheidu. V roce 2006 však byl obvinění zproštěn, když tým obhájců přesvědčil soud, že HIV pozitivní žena s nechráněným pohlavním stykem souhlasila a tudíž nešlo o znásilnění. Vlnu kritiky si vysloužil i za tvrzení, že po sexu s HIV pozitivní ženou se šel osprchovat, aby tím zabránil možné nákaze virem HIV, ačkoli předsedal jihoafrické Národní radě pro boj s AIDS.

## Polygamní státník
V lednu 2010 se Zuma popáté oženil a to ve věku 68 let. Svatbu absolvoval v rodné vesnici a tradičním oblečení Zulů. O dvě ženy kdysi přišel (rozvodem, sebevraždou), nynější žena je jeho v současnosti třetí. V době nové svatby měl 19 dětí. Polygamie je v JAR povolena.

## Obvinění z korupce
V době jeho působením ve funkci viceprezidenta v letech 1999 až 2005 byl Zuma obviněn z korupce, vydírání a praní špinavých peněz. Kvůli korupčnímu skandálu, který se týkal vládních armádních zakázek v hodnotě několika miliard dolarů, byl odvolán z funkce viceprezidenta. V období od května 2009 do února 2018 byl prezidentem Jihoafrické republiky. 15. 2. 2018 oznámil svou okamžitou rezignaci. Bývalý ministr financí Pravin Gordhan odhadl, že lidé z vedení ANC, kteří byli napojeni na Zumu, zpronevěřili státní prostředky v celkové výši kolem 350 miliard korun.
Jihoafrický ústavní soud jej v červnu 2021 odsoudil za pohrdání justicí k patnáctiměsíčnímu trestu vězení, neboť se opakovaně nedostavil k jednání protikorupční komise.

## Vyznamenání
- Řád José Martího – Kuba, 2010[7]
- čestný rytíř velkokříže Řádu lázně – Spojené království, 2010[8]
- Řád zambijského orla – Zambie, 2010[9]